# Renault Galion
Le Renault 2T5, renommé en 1958 « Galion », est un camion léger à cabine avancée du constructeur Renault. Dénommé ainsi en référence à sa charge utile de 2 500 kg, il est présenté en 1946 moins d'un an après son petit frère le Renault 1 000 kg. Il sera remplacé par le Super Galion en juin 1965.

## Histoire
Dès la Seconde Guerre mondiale terminée, il est temps de penser à la reconstruction du pays. Avec le plan quinquennal Pons, le gouvernement provisoire s’emploie à répartir les productions entre les différents constructeurs français. La Régie Renault, nationalisée depuis janvier 1945, fait partie des sélectionnés pour remplacer la gamme d'utilitaires 1 000, 1 400 kg et 3 500 kg.
Les responsables de Billancourt doivent rapidement concevoir un véhicule utilitaire solide, peu onéreux et fonctionnel. L’objectif est clair : fournir aux administrations et commerçants français l’outil dont ils ont besoin pour accomplir leur travail quotidien. À peine moins de deux années seront nécessaires pour étudier et présenter, en fin d'année 1945, le Renault 1 000 kg, connu sous le code usine 206 E1. C'est un utilitaire robuste au confort sommaire et l'équipement minimal qui n’utilise que des techniques éprouvées: un moteur à soupapes latérales type « 85 » lancé en 1935 (10 ans plus tôt) sur la Primaquatre. Sa cabine est composée d'une structure en bois (abandonnée très tardivement en 1950) habillée d'une carrosserie en tôle emboutie.
Renault se voit contraint également par le plan Pons de développer un camion de 3,5 tonnes de capacité de chargement basé sur le Renault AHN, mais le plan quinquennal évolue avec les besoins du marché et le projet est abandonné. En 1946, en remplacement des AHS et AHN, Renault lance donc le camion léger Renault « 2 tonnes » R2160, basé sur le 1000 kg, doté d'un nouveau châssis cabine allongé et renforcé avec roues arrière jumelées. Très rapidement la version « 2,5 Tonnes » R2161, qui sera ultérieurement rebaptisée « Galion », lui succédera . Le nouveau véhicule est produit dans l’usine principale de Renault à Boulogne-Billancourt. En 1957, l’entreprise déplace la production d’une partie de sa gamme de petits véhicules commerciaux à l’usine de Saviem à Blainville-sur-Orne, construite sur l’ancien site des chantiers navals de Caen. Il s’agit du 1 400 kg (capacité de chargement jusqu’à 1,4 tonne) et du Renault 2T5.
Une version à transmission intégrale (4 × 4) du 2T5 transformée par Sinpar sera proposée mais verra sa charge utile réduite à 1 800 kg.
Les noms Galion et Goélette ont été officiellement introduits en 1958-1959, précédemment ils étaient vendus avec les dénominations 1 400 kg et 2,5 tonnes. Les modèles sous les nouvelles appellations continuent d’être commercialisés sous le nom de Renault.
En 1965, à la suite d'une carrière de presque 20 ans, Renault introduit la gamme Renault Super Galion, plus moderne et plus puissante, et le Galion est abandonné.
Cet utilitaire sera vendu à 124 570 exemplaires dans toutes ses variantes (1000 kg, Goélette, Galion) jusqu'en 1965.

## Évolutions de la gamme 1000 kg/Galion
Commercialisé dès 1945, ce petit utilitaire prosaïquement dénommé « 1 000 kg », est équipé du moteur type 603 dit « 85 », né en 1935 et déjà vu sur les PrimaQuatre et NovaQuatre. Il se caractérise par une course longue (105 mm) et un alésage qui lui donne son nom (85 mm) pour une cylindrée de 2 383 cm3.

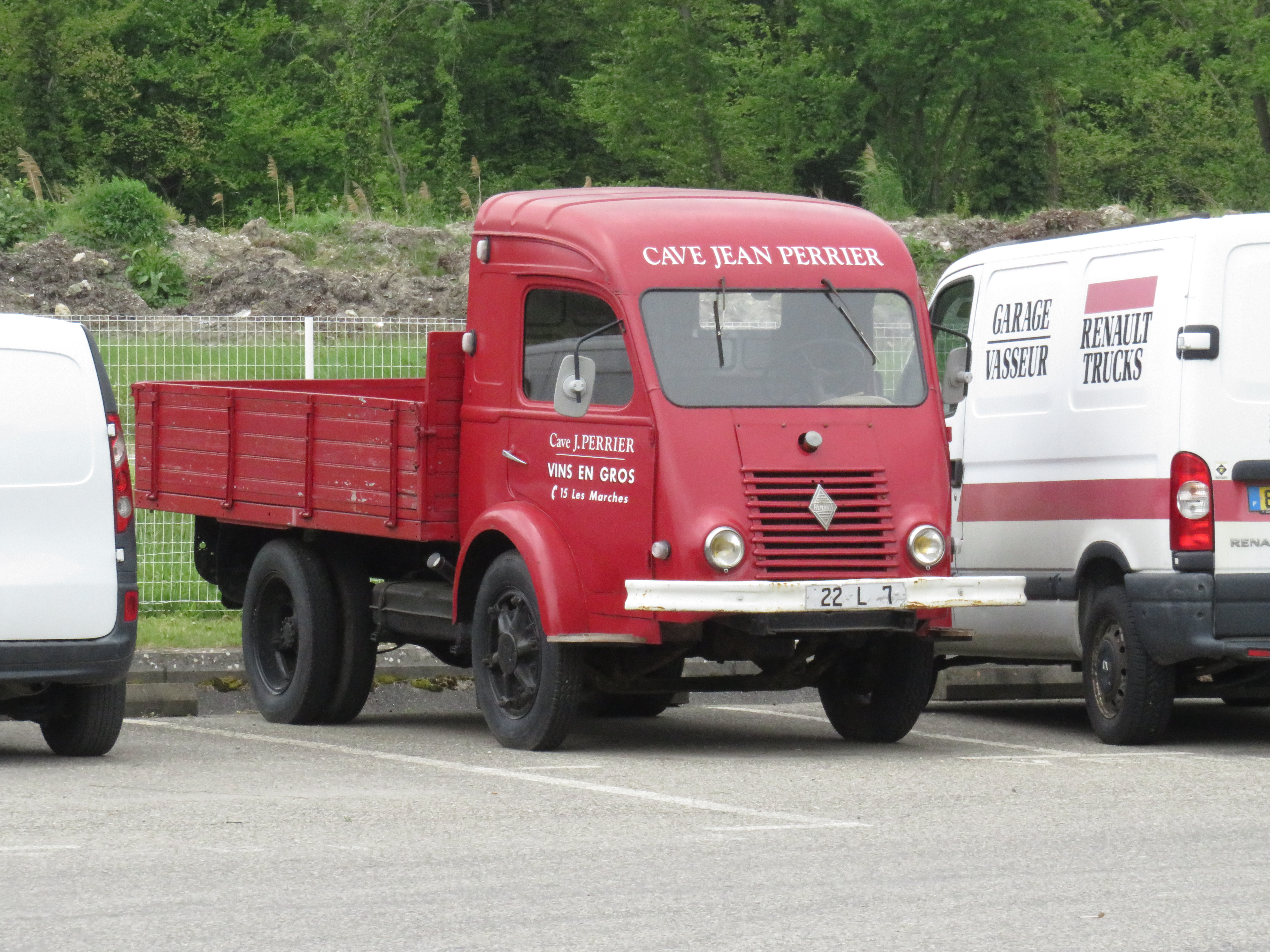
Renault 2T5 Plateau-ridelles

Quelques mois plus tard sort le Renault 2 500 kg ou 2T5, version poids lourd du Renault 1 000 kg destiné à remplacer les  AHS et AHN.
En 1949, une évolution « 1 400 kg » vendue en version plateau bâché inédite vient seconder le « 1 000 kg » jugé trop juste. L'utilitaire connaît enfin le succès grâce à sa polyvalence et sa robustesse. Tous les aménagements sont possibles.
En 1952, la gamme bénéficie du moteur « 85 » culbuté type 668, l'arbre à cames latéral est positionné plus haut qui actionne des culbuteurs qui viennent ouvrir des soupapes en tête. La course a été réduite à 88 mm et la cylindrée passe à 1 996 cm3. On retrouve ce moteur sur les Colorale et Frégate.
En juin 56, les versions 1400 kg et 2T5 uniquement, reçoivent le moteur « Etendard » type 671 de la Frégate d'une cylindrée de 2 141 cm3 mais avec un taux de compression abaissé, ce qui ramène sa puissance à 64 ch (SAE) à 3 300 tr/min.
À partir d'octobre 1956, l'armée française reçoit le Renault 2087 Goélette 4x4, une version 4x4 militaire du 1400 kg, transformée par Herwaythorn puis Sinpar. Au passage, nombre d'administrations se dotent de ce modèle : PTT, EDF, Pompiers, etc. On en retrouve dans des mairies de communes de montagne. La version deux roues motrices est très utilisée par la Police comme « panier à salade » et en guise d'ambulance.
Pour le millésime 1959 le 2T5 prend l'appellation Renault Galion. Un an plus tard c'est au tour des modèles « 1 000 kg » et « 1 400 kg » d'être rebaptisés « Voltigeur » et « Goélette ».
Il a existé au moins une version du Galion avec un moteur à huile lourde monté d'origine.

## Caractéristiques techniques
En 1961, Saviem produisait entre 50 et 60 Galions par jour. À l’époque, ils étaient proposés avec au moins deux moteurs à quatre cylindres en ligne : le Diesel de 3 litres 4.192 (ou 4.203 de 60 ch) fourni par Perkins, avec une puissance maximale de 52 ch (39 kW) à 2 400 tr/min et un moteur Renault essence de 2,1 litres avec une puissance maximale de 56 ch (42 kW) à 3 300 tr/min. Le camion était une propulsion dotée d'une boîte manuelle à 4 rapports. Le Galion a été équipé de divers moteurs à essence. Certaines versions utilisaient le 668-8 avec une puissance maximale de 53 ch (39 kW) à 3 300 tr/min et un couple de 126 N.m à 2 000 tr/min. D’autres versions de Galion utilisaient l’ « Étendard » 671-2 de 2,1 litres. Le 671-2 avait une puissance de sortie de 56 ch (41 kW) à 3 300 tr/min et un couple de 140 N.m à 2 000 tr/min.
Au Salon de Paris 1962, Renault annonce un nouveau moteur Diesel pour le Galion, remplaçant le Perkins. Le nouveau moteur, appelé Renault 580, est un quatre cylindres de 2,72 litres et a une puissance de 58 chevaux (43 kW) à 2 900 tr/min et un couple de 156 N.m.
Le camion était muni d’un embrayage à disque unique à commande mécanique. La suspension utilisait des ressorts à lames sur les deux essieux, avec amortisseurs hydrauliques. La direction était de type à billes à recirculation.

## Dimensions
En 1958, la version autobus du Galion avait une longueur de 6,5 m, une largeur de 2,3 m et une hauteur de 2,7 m. Les dimensions du fourgon R2167 étaient de 5,24 m, 2,2 m et 2,43 m. Le plateau R2167 mesurait 5,20 m, 1,95 m et 2,43 m. Pour le R2168 avec plateau long, elles étaient de 6 m, 1,98 m et 2,44 m.

## Types mine
Les versions essence de l’ancien Renault 2T5 et du Renault Galion portaient les codes R2160, R2161, R2162, R2163, R2164, R2165, R2166, R2167, R2168 et R2169; les versions Diesel R4166, R4168, R4240, R4242, R4243, R4244, R4245, R4246 et R4247.

## Les différentes utilisations
Le Renault Galion a été commercialisé en différentes versions : 
- plateau à ridelles, destiné aux artisans et transporteurs locaux, une bâche pouvait être livrée en option. Des carrosseries spéciales pouvaient être fournies par Renault telles des versions laitière, bétaillère, arroseuse-balayeuse, camion-magasin, benne basculante, plateau charbonniers ou fourgon isotherme. Le châssis long, longueur augmentée de 0,8 m, permet la création de carrosseries de grande capacités, véhicules de livraison spéciaux ou cabines approfondies[9].
- fourgon tôlé, toit plat ou rehaussé, sans vitres latérales. La version avec vitres latérales a été utilisée pour des transformations en minibus de ramassage scolaire[9].
- Tracteur routier pouvant remorquer jusqu'à 5 tonnes dérivé du R2164, transformé par Sinpar[15].
- châssis cabine nu ou châssis nu, destiné aux carrossiers spécialisés dont les principaux ont réalisé des autobus et autocars de faible capacité (22 places) comme Amiot[16] ou Heuliez[17]. On les appelleraient aujourd'hui mini ou midibus. Des constructeurs d'équipements de lutte contre l'incendie les ont transformés en camion grandes échelles et autres petites citernes, comme Drouville[18].

## Au cinéma
Dans le film « Les grandes vacances » de Jean Girault, Louis de Funès, sans véhicule, à la recherche de son fils est emmené en Galion par Jacques Dynam, livreur de charbon. Trouvant que ça n'allait pas assez vite, De Funès prend en charge le déchargement de tous les sacs de charbon du Galion puis également le volant du camion pour remédier au rythme de conduite jugé trop faible.

## Galerie

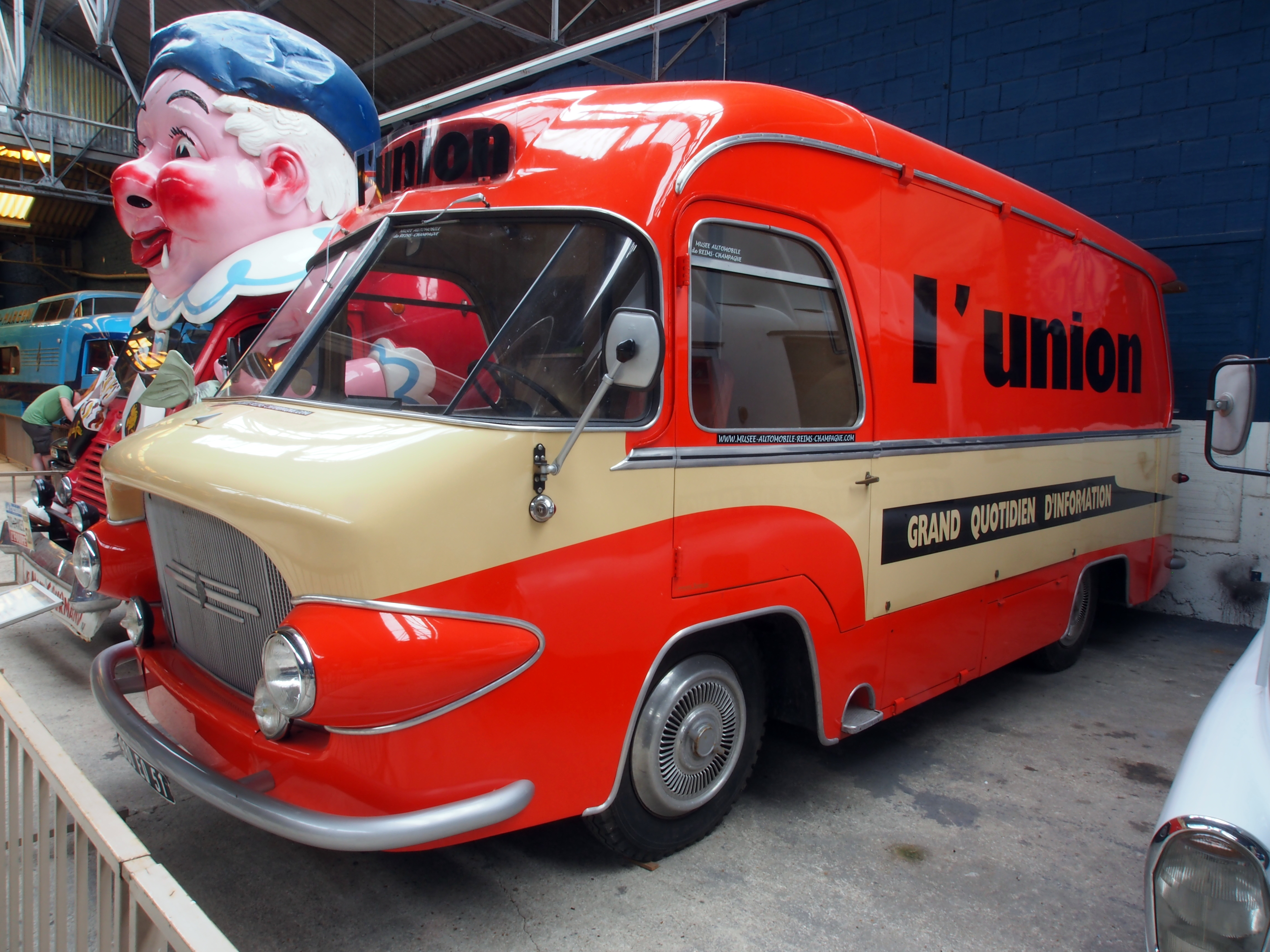
Galion R2168 publicitaire sur châssis nu
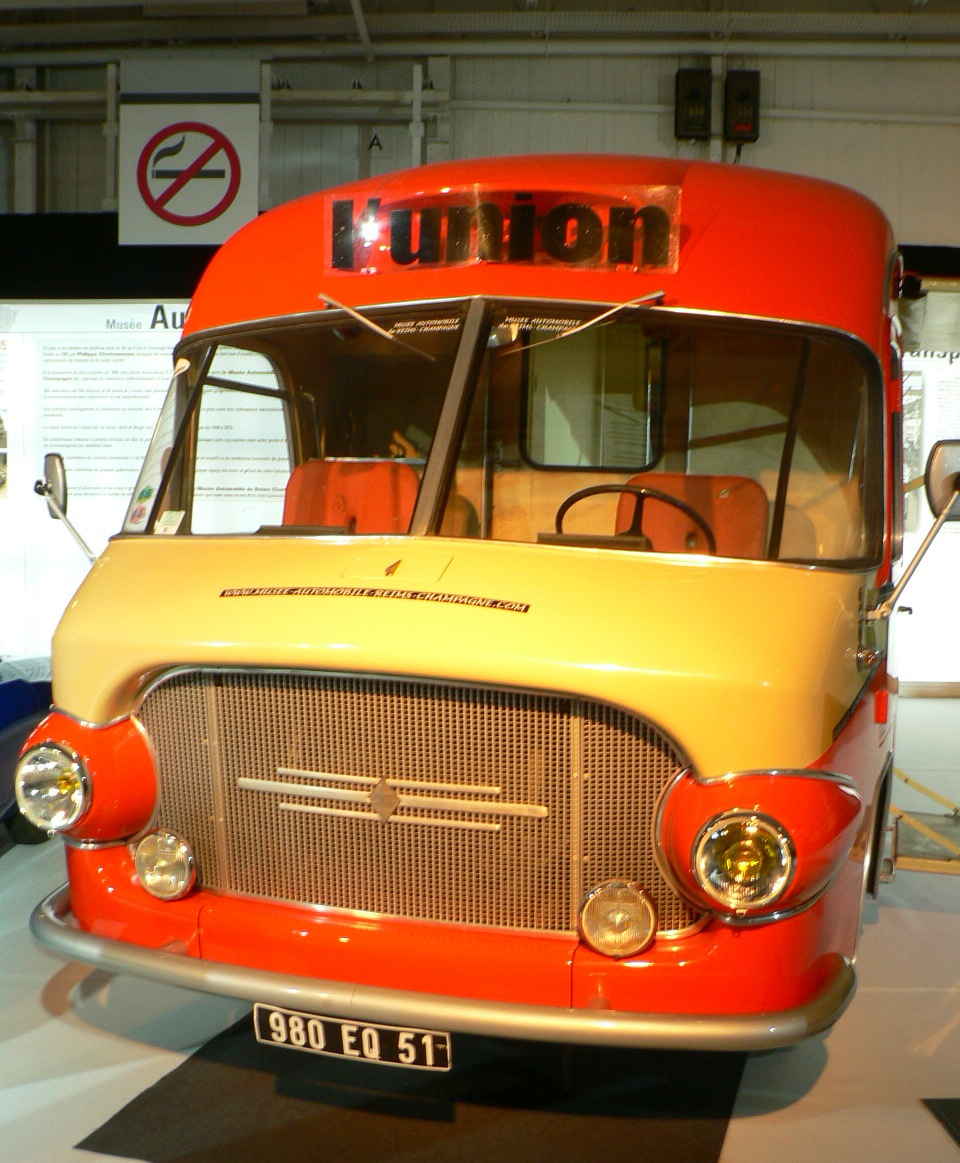
Galion R2168 carrosserie spéciale
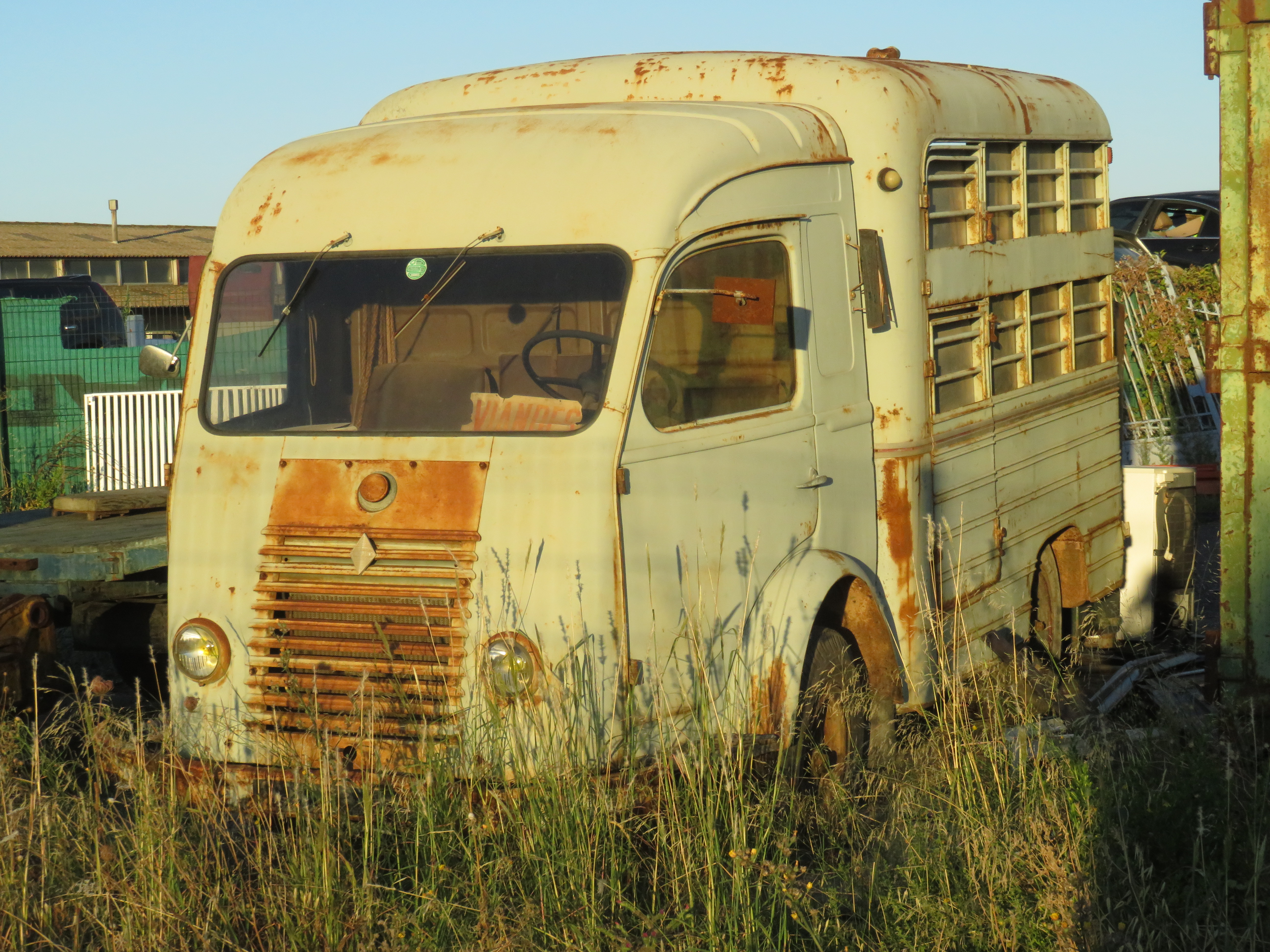
Galion 2T5 bétaillère
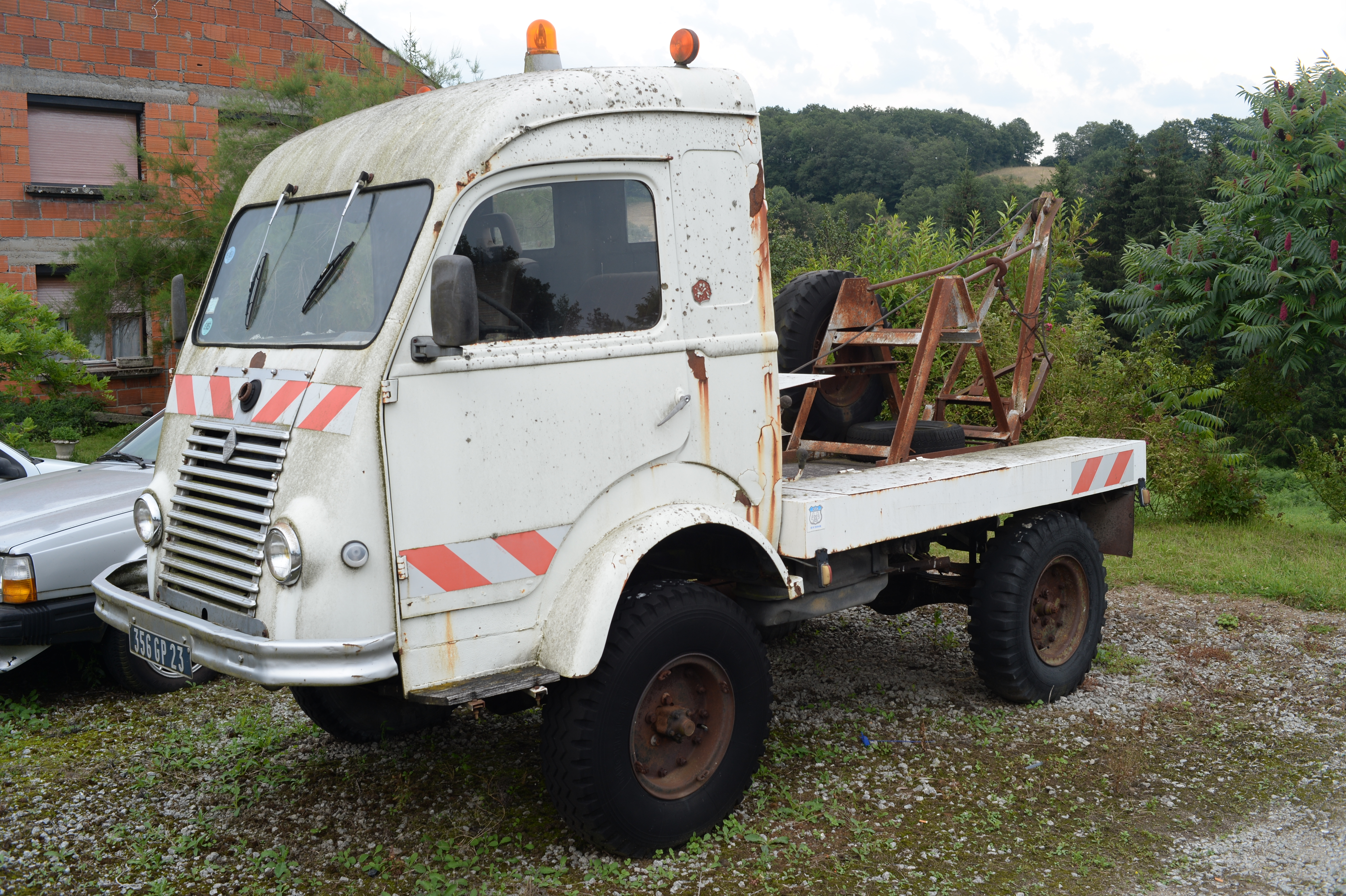
Galion dépanneuse 4x4